# Christine Fischer-Defoy
Christine Fischer-Defoy (* 30. Dezember 1951 in Hanau) ist eine deutsche Autorin, Filmemacherin und Kulturhistorikerin.

## Leben
Als Kulturhistorikerin beschäftigt sie sich seit vielen Jahren mit den Lebensgeschichten deutscher Emigranten. Daneben war sie bis 2017 Vorsitzende des Vereins Aktives Museum Faschismus und Widerstand in Berlin, der sich mit der Geschichte von Widerstand, Verfolgung und Exil beschäftigt.
1993 heiratete sie den Politiker Ulrich Roloff-Momin und wohnt mit ihm in Berlin und Mecklenburg-Vorpommern.

## Ehrungen
- 1. Oktober 2010: Verdienstorden des Landes Berlin

## Schriften
- Arbeiterwiderstand in der Provinz 1933–1945, Verlag für Ausbildung und Studium vas: Berlin(West) 1982
- Widerstehen – überleben – mitgestalten – selbstgestalten. Zur Bildhauerausbildung 1933–1945 in Berlin. In: Entmachtung der Kunst. Architektur, Bildhauerei und ihre Institutionalisierung 1920 bis 1960. Herausgegeben von Magdalena Bushart, Bernd Nicolai und Wolfgang Schuster; Frölich & Kaufmann: Berlin 1985, ISBN 3-88725-183-0.
- Charlotte Salomon – Leben oder Theater. Das Lebensbild einer jüdischen Malerin aus Berlin 1917–1943 (Hrsg.): Christine Fischer-Defoy, Verlag Das Arsenal: Berlin (West) 1986.
- KUNST/MACHT/POLITIK – Die Nazifizierung der Kunst- und Musikhochschulen in Berlin, Elefanten Press-Verlag, Berlin (West) 1988
- Mein C'est-la-vie-Leben in einer bewegten Zeit. Der Lebensweg der jüdischen Künstlerin Paula Salomon-Lindberg, Verlag Das Arsenal: Berlin (West) 1992.
- Karl Hofer – Ich habe das Meine gesagt. Reden und Stellungnahmen zu Kunst, Kultur und Politik in Deutschland 1945–1955, Nicolai-Verlag: Berlin 1995
- ...und die Vergangenheit sitzt immer mit am Tisch – Dokumente zur Geschichte der Akademie der Künste (West) 1945–1993, ausgewählt und kommentiert von Christine Fischer-Defoy, Henschel-Verlag, Berlin 1997
- Berliner ABC – Das private Adreßbuch von Paul Hindemith 1927–1938, herausgegeben, eingeleitet und kommentiert von Christine Fischer-Defoy und Susanne Schaal, Verlag: Transit Buchverlag, Berlin 1999
- Kunst – im Aufbau ein Stein – Die Westberliner Kunst- und Musikhochschulen im Spannungsfeld der Nachkriegszeit, herausgegeben von Christine Fischer-Defoy im Auftrag der Hochschule der Künste Berlin, Berlin 2001
- George Grosz am Strand – Ostseeskizzen, herausgegeben in Zusammenarbeit mit der Stiftung Archiv der Akademie der Künste Berlin, Transit Buchverlag, Berlin 2001
- Marlene Dietrich Adreßbuch, herausgegeben von Christine Fischer-Defoy, Transit-Verlag, Berlin 2003
- Heinrich Mann: Auch ich kam aus Deutschland. Das private Adressbuch 1926–1940; Koehler & Amelang Verlag: Leipzig 2006
- Leonhard Adler – Kommunalpolitiker, Verkehrsexperte, Emigrant, Priester. In: Jahrbuch für das Erzbistum Berlin 2007, Köln 2006, ISBN 978-3-939168-07-2, S. 36–40.
- Vor die Tür gesetzt. Im Nationalsozialismus verfolgte Berliner Stadtverordnete und Magistratsmitglieder 1933–1945. Ausstellung Berliner Rathaus 30. September bis 30. November 2005, Berliner Abgeordnetenhaus 8. Juni bis 8. Juli 2006; Red. Christine Fischer-Defoy, Kurzbiografien Christiane Hoss Verein Aktives Museum: Berlin 2066
- Walter Benjamin «... wie überall hin die Leute verstreut sind ...». Das Adressbuch des Exils 1933–1940. Koehler & Amelang: Leipzig 2006
- Hannah Arendt – das private Adressbuch 1951–1975. Koehler & Amelang: Leipzig 2007
- Das private Adressbuch – Frida Kahlo. Koehler & Amelang: Leipzig 2009
- Gute Geschäfte – Kunsthandel in Berlin 1933–1944. Herausgeber: Christine Fischer-Defoy und Kaspar Nürnberg, Katalog zur gleichnamigen Ausstellung. Aktives Museum Faschismus und Widerstand in Berlin e. V. 2011, ISBN 978-3-00-034061-1.